# ФК Балкан Бар
Фудбалски клуб Балкан Бар, црногорски је фудбалски клуб из Бара, који се такмичи у Трећој лиги Црне Горе — Југ.
Битне утакмице као домаћин игра на стадиону Тополица, док остале утакмице игра на помоћном терену Тополице.

## Историја
Основан је 2023. године на иницијативу Василија Милошевића, који је 2009. године основао Хајдук Бар, чији је предсједник био до 2022. године, када се повукао послије 13 година. Након напуштања Хајдука, који је промијенио име у Партизан, Милошевић је покренуо план о оснивању новог клуба, чија скупштина је одржана у августу 2023. године, када је и званично уписан у регистар Фудбалског савеза Црне Горе и почео је такмичење у оквиру Удружења клубова Југ у сезони 2023/24.

## Стадион
Утакмице као домаћин игра на помоћном стадиону Тополице, чији је капацитет 1.000 мјеста, док битне утакмице игра на главном стадиону Тополица.

## Резултати у такмичењима у Црној Гори
| Сезона   | Степен | Лига             | Бр.екипа | Позиција  | Куп             |
| -------- | ------ | ---------------- | -------- | --------- | --------------- |
| 2023/24. | 3      | Трећа лига — Југ | 7        | 7. мјесто | Није учествовао |
| 2024/25. | 3      | Трећа лига — Југ | 7        | 6. мјесто | Није учествовао |

## Успјеси
| Такмичење                      | Такмичење                      | Број                           | Година                         |                                |                                |
| Трећа лига Црне Горе — Југ — 0 | Трећа лига Црне Горе — Југ — 0 | Трећа лига Црне Горе — Југ — 0 | Трећа лига Црне Горе — Југ — 0 | Трећа лига Црне Горе — Југ — 0 | Трећа лига Црне Горе — Југ — 0 |
| ------------------------------ | ------------------------------ | ------------------------------ | ------------------------------ | ------------------------------ | ------------------------------ |
| Трећа лига                     | Првак                          | 0                              |                                |                                |                                |
| Куп регије Југ — 0             |                                |                                |                                |                                |                                |
| Регионални куп                 | Побједник                      | 0                              |                                |                                |                                |
| Куп Никша Бућин — 0            |                                |                                |                                |                                |                                |
| Куп Никша Бућин                | Побједник                      | 0                              |                                |                                |                                |